# Afghanetz
Afghanetz (russisch Афганец afganez) ist ein heißer, kontinentaler Wind aus den Steppen Turkmenistans, der nach Afghanistan zieht und starke Staubstürme mit sich führt.
Der aus dem Russischen entlehnte Afghanetz wird im persischsprachigen Raum Bad-i-sad-o-bistroz (persisch باد صد و بیست روزه) genannt, der 120-Tage-Wind oder Wind der 120 Tage bzw. Drei-Monate-Wind, weil der Wind von Mai/Juni bis August/September weht und in diesem Zeitraum fast täglich spürbar ist. Beim Aufstieg an den iranisch-afghanischen Gebirgen kühlt er etwas ab und erwärmt sich dann wieder auf seinem Weg gen Süden. In den südwestlichen Beckenlandschaften sorgt er schließlich für Höchsttemperaturen von über 50 °C.
Als Afghan wird darüber hinaus auch allgemein ein heißer, staubiger Wind bezeichnet, u. a. synonym zur russischen Bezeichnung Suchowej (im Plural). Dabei handelt es sich um einen Ostwind, besonders in den Steppen Südrusslands, den Halbwüsten und Wüsten in Kasachstan und der Aralo-Kaspischen Niederung. Dieses Windphänomen ähnelt dem ägyptischen Chamsin und dem nordafrikanischen und sizilianischen Scirocco.